# Mount Shelby
Mount Shelby (in Argentinien Cerro Aeronáutica Argentina, in Chile Cerro Iensen) ist ein 1520 m hoher Berg an der Bowman-Küste des Grahamlands auf der Antarktischen Halbinsel. Er ragt am Kopfende des Trail Inlet zwischen dem Daspit-Gletscher und der Bills Gulch auf.
Die Mannschaft der East Base bei der United States Antarctic Service Expedition (1939–1941) entdeckte ihn. Luftaufnahmen entstanden 1947 bei der US-amerikanischen Ronne Antarctic Research Expedition (1947–1948). Der Falkland Islands Dependencies Survey nahm 1948 Vermessungen des Berges vor. Der US-amerikanische Polarforscher Finn Ronne benannte ihn nach Marjorie Shelby (1918–1999), die administrativ an den Vorbereitungsarbeiten zu seiner Expedition beteiligt war. Der argentinische General Hernán Pujato (1904–2003) benannte ihn dagegen 1955 zu Ehren der Flugzeugpiloten seines Landes. Namensgeber der chilenischen Benennung ist Eduardo Iensen Francke (1911–1985) von der Fuerza Aérea de Chile, Leiter der Luftoperationen während der 1. Chilenischen Antarktisexpedition (1946–1947).